# Chinotto

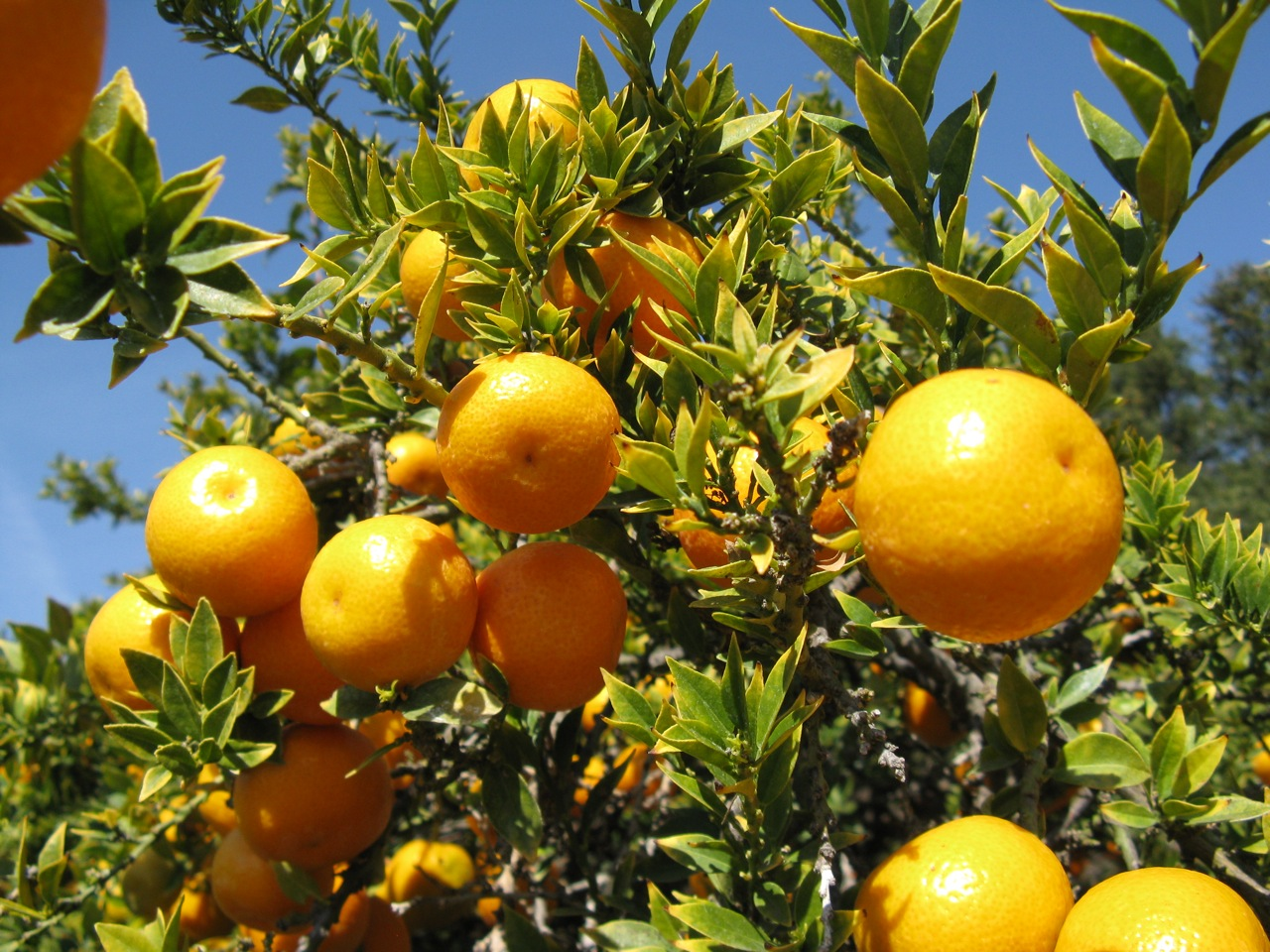
O fruto da árvore chinotto é o principal agente de sabor para várias marcas de refrigerante.

Chinotto (Italiano: [kiˈnɔtto]) é um tipo de refrigerante produzido a partir do suco do fruto do laranjeira de murta (Citrus myrtifolia). A bebida tem cor escura. A sua aparência é semelhante à de cola, mas não é tão doce como cola, tendo um gosto agridoce.
A bebida na forma de suco era conhecida na antiguidade como uma variante de sabor amargo e escuro do suco de laranja e era considerada um refresco. A produção Industrial de Chinotto data da década de 1950. É produzido em Italia por várias empresas e é consumida principalmente na Itália e Malta. San Pellegrino, a empresa de água mineral, exporta sob a marca "Chinò" e "Chinotto." Coca-Cola produz sob a marca "Fanta Chinotto" na Itália e "Fanta Amara " em Malta. Na Itália, quinina é um ingrediente em bebidas chinotto.

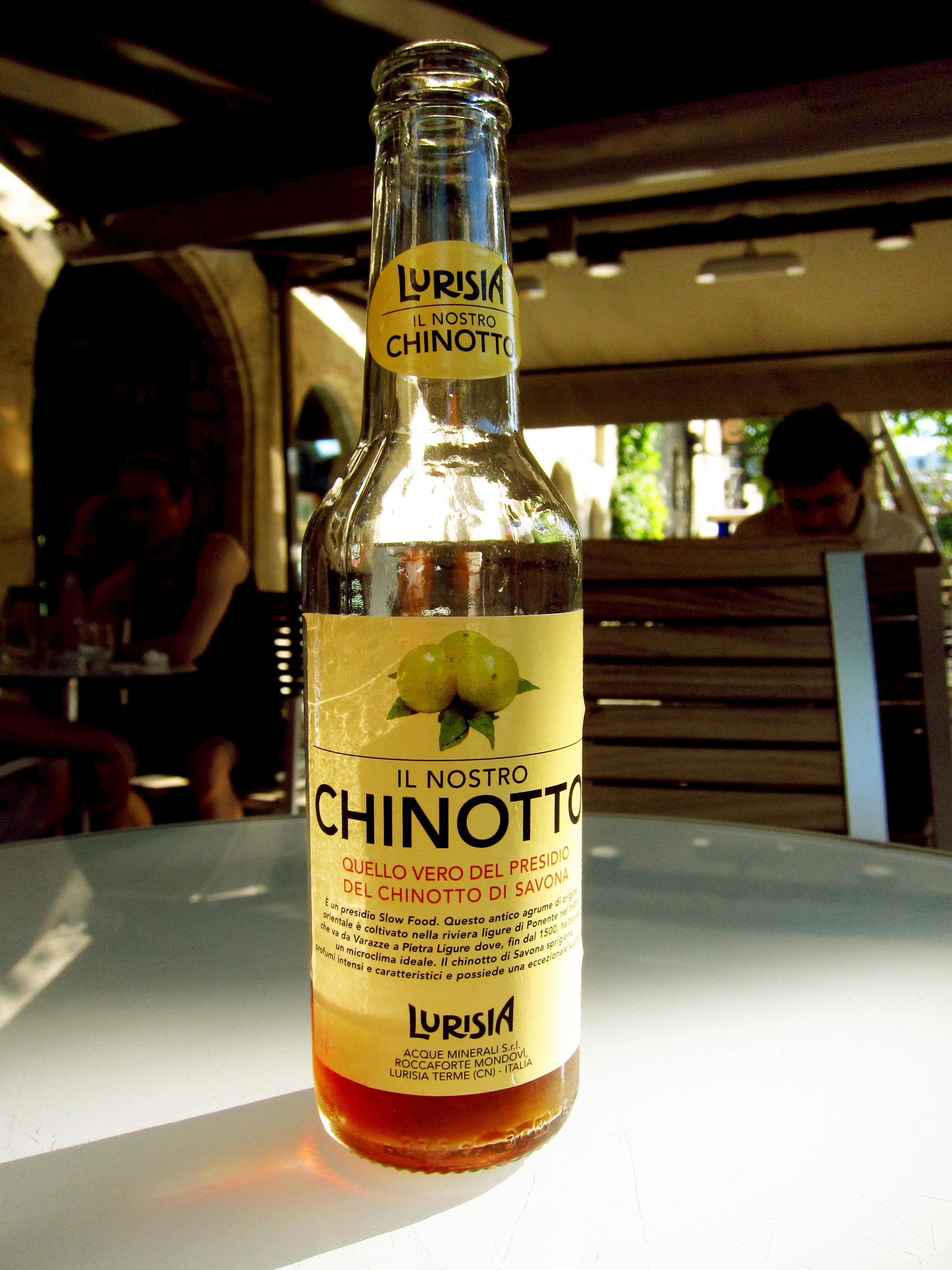
Uma garrafa de chinotto Italiano

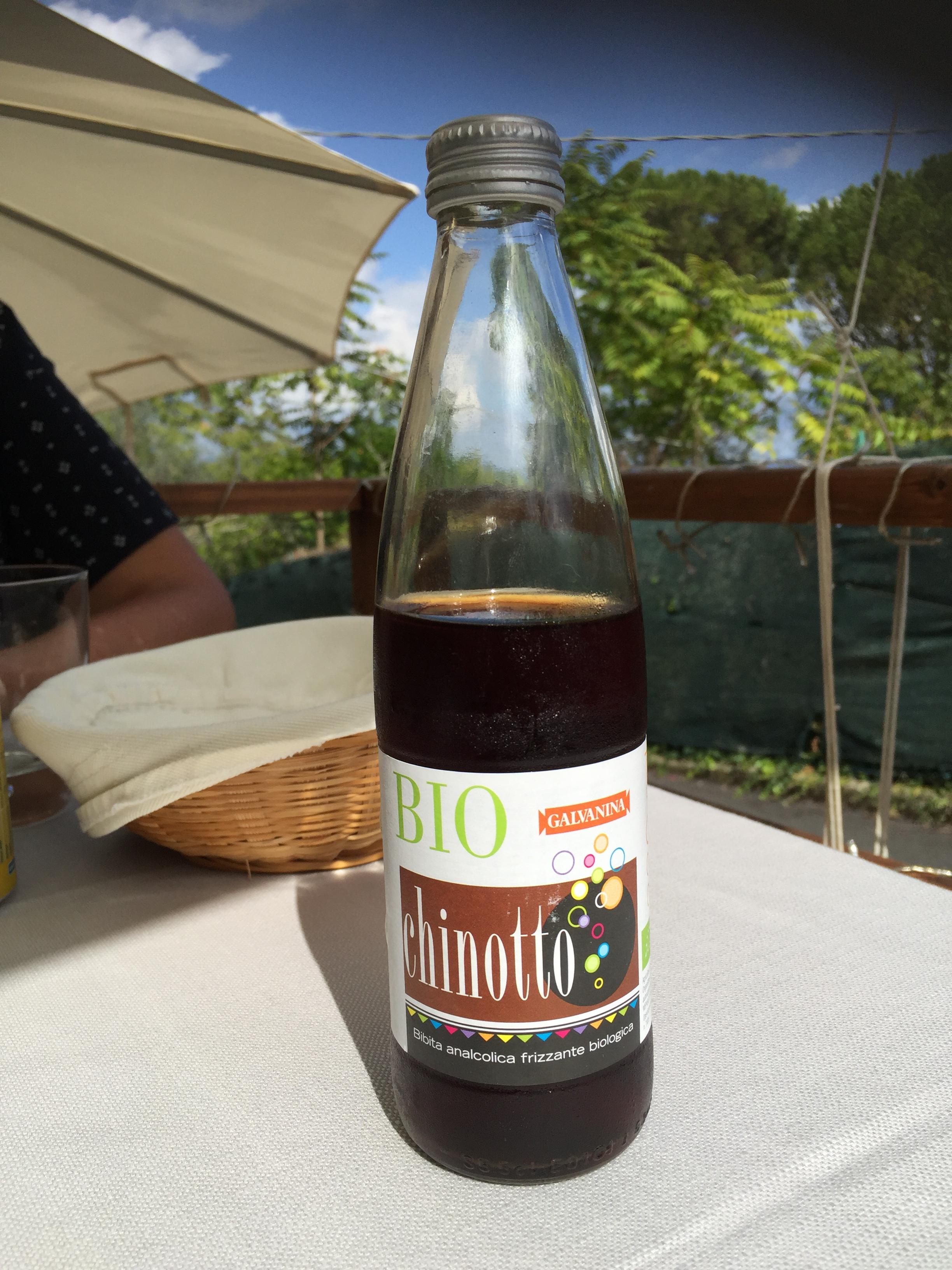
Uma versão orgânica desta bebida.

## Internacionalmente
- A marca Brio do Canadá (mais doce do que as marcas italianas).
- A marca Bisleri na Austrália (anteriormente independente, mas agora propriedade da Coca-Cola Amatil).
- Na Venezuela, Sprite é vendido sob a marca "Chinotto" de propriedade da The Coca-Cola Company.
- Kinnie é um refrigerantes semelhante ao chinotto feito em Malta.[2]